# Brett Goldstein
Brett Goldstein (Sutton, 17 de julho de 1980) é um ator, comediante e escritor inglês. Ele é mais conhecido por escrever e estrelar a série de comédia esportiva Apple TV+ Ted Lasso (2020-presente), pela qual recebeu o prêmio Primetime Emmy de Melhor Ator Coadjuvante em Série de Comédia.

## Juventude
Goldstein nasceu em Sutton, Londres, em uma família judia britânica, em 17 de julho de 1980. Depois de se formar na escola, ele frequentou aulas de atuação na Universidade de Warwick, onde se formou em Cinema e Feminismo.
Logo depois, Goldstein mudou-se brevemente para Marbella, Espanha, para trabalhar em um clube de strip que seu pai comprou durante uma "crise de meia-idade". Como resultado, Goldstein transformou a experiência em um show de comédia stand-up chamado "Brett Goldstein cresceu em um clube de strip", que foi apresentado no Festival Fringe de Edimburgo .

## Carreira
Ele apareceu na comédia dramática do Canal 4, Derek, como Tom. Ele escreveu The Catherine Tate Live Show com Catherine Tate e escreveu e realizou quatro shows solo. Ele ganhou o BIFA 2016 de Melhor Ator Coadjuvante por seu papel como Brendan no filme Adult Life Skills .
Em 2018, Goldstein deu início ao podcast Films to Be Buried With, apresentando convidados falando sobre filmes que foram importantes em suas vidas.
O produtor de TV Bill Lawrence contratou Goldstein como roteirista do programa Ted Lasso da Apple TV + 2020, estrelado por Jason Sudeikis. Escrever no programa levou Goldstein a ser escalado como o personagem do velho jogador de futebol Roy Kent.  Mais tarde, ele ganhou o prêmio Writers Guild of America de Televisão: Série de Comédia no 73º Writers Guild of America Awards e recebeu o prêmio Primetime Emmy de Melhor Ator Coadjuvante em Série de Comédia em 2021 por seu trabalho no programa.
Juntamente com o escritor do Black Mirror, Will Bridges, Goldstein criou e escreveu a série de antologia em seis partes Soulmates for AMC, que é baseada em seu curta-metragem de 2013, For Life. A série estreou na AMC em 5 de outubro de 2020. O elenco inclui Sarah Snook, Malin Akerman, Betsy Brandt, JJ Feild e Charlie Heaton .

## Filmografia

### Filme
| Ano  | Filme                  | Função   | Notas             |
| ---- | ---------------------- | -------- | ----------------- |
| 2012 | O nó                   | Albert   |                   |
| 2013 | Para a vida            | Simon    | Filme curto       |
| 2015 | Uivo                   | David    |                   |
| 2015 | SuperBob               | Prumo    |                   |
| 2016 | Adult Life Skills      | Brendan  |                   |
| 2022 | The Nan Movie          | —        | Co-Roteirista     |
| 2022 | Thor: Love and Thunder | Hércules | Cena pós-créditos |

### Televisão
| Ano         | Título                | Função             | Notas                                        |
| ----------- | --------------------- | ------------------ | -------------------------------------------- |
| 2009        | A conta               | Jared Miles        | 2 episódios                                  |
| 2012–2014   | Derek                 | Tom                | 11 episódios                                 |
| 2013–2016   | Vagabundos            | Scott              | 7 episódios                                  |
| 2014–2017   | Tio                   | Casper             | 9 episódios                                  |
| 2015–2016   | Desligue o recorde    | Danny Jones        | Elenco principal                             |
| 2015        | Nan de Catherine Tate | Jonathan           | 1 episódio                                   |
| 2015        | Disfarçado            | Christophe         | 4 episódios                                  |
| 2016–2017   | História de Bêbado    | Vários             | 2 episódios                                  |
| 2018        | Doctor Who            | Astos              | Episódio: " The Tsuranga Conundrum "         |
| 2020 – 2023 | Ted Lasso             | Roy Kent           | Elenco principal; Também escritor e produtor |
| 2020        | Almas gêmeas          | Nenhum             | Co-criador, produtor e escritor              |
| 2021        | Frango Robô           | Desconhecido (voz) | Episódio: "Pode causar canibalismo leve"     |

### Teatro
| Ano  | Produção                     | Função | Notas                                                                          |
| ---- | ---------------------------- | ------ | ------------------------------------------------------------------------------ |
| 2016 | The Catherine Tate Show Live | Vários | Turnê pelo Reino Unido; ao lado de Catherine Tate, Mathew Horne e Niky Wardley |

## Prêmios e indicações
| Ano  | Premiação                                      | Categoria                                                      | Nomeações         | Resultado | Ref.   |
| ---- | ---------------------------------------------- | -------------------------------------------------------------- | ----------------- | --------- | ------ |
| 2016 | British Independent Film Awards                | Melhor Ator Coadjuvante                                        | Adult Life Skills | Venceu    | [ 13 ] |
| 2021 | Gold Derby Awards                              | Ator coadjuvante de comédia                                    | Ted Lasso         | Indicado  | [ 14 ] |
| 2021 | Prêmios de TV da Hollywood Critics Association | Melhor ator coadjuvante em uma série de streaming, comédia     | Ted Lasso         | Venceu    | [ 15 ] |
| 2021 | Prêmio Internacional de Cinema Online          | Melhor ator coadjuvante em uma série de comédia                | Ted Lasso         | Venceu    |        |
| 2021 | Screen Actors Guild Awards                     | Desempenho excepcional por um conjunto em uma série de comédia | Ted Lasso         | Indicado  |        |
| 2021 | Primetime Emmy Awards                          | Melhor ator coadjuvante em uma série de comédia                | Ted Lasso         | Venceu    | [ 16 ] |
| 2021 | Prêmio Writers Guild of America                | Televisão: série de comédia                                    | Ted Lasso         | Venceu    | [ 17 ] |
| 2021 | Prêmio Writers Guild of America                | Televisão: nova série                                          | Ted Lasso         | Venceu    | [ 18 ] |